# Gösta Björkman
Bengt Gustaf (Gösta) Helmer Björkman, född 26 juli 1882 i Snöstorps församling i Halland, död 20 februari 1937 i Göteborg, var en svensk skådespelare.
Björkman debuterade på Folkteatern i Göteborg och blev en av stadens mer kända skådespelare och glädjespridare. Han är begravd på Östra kyrkogården i Göteborg.

## Filmografi
- 1915 – I kronans kläder
- 1916 – I minnenas band
- 1923 – Boman på utställningen
- 1930 – Lyckobreven

## Teater

### Roller
| År   | Roll        | Produktion                                   | Regi | Teater      |
| ---- | ----------- | -------------------------------------------- | ---- | ----------- |
| 1917 | Medverkande | Atlanten vid Kristinehamn, revy Axel Engdahl |      | Folkteatern |

### Fotnoter
1. ↑  ”Gösta Björkman”. Svensk Filmdatabas. http://sfi.se/sv/svensk-filmdatabas/Item/?type=PERSON&itemid=57756&ref=%2ftemplates%2fSwedishFilmSearchResult.aspx%3fid%3d1225%26epslanguage%3dsv%26searchword%3dG%C3%B6sta+Bj%C3%B6rkman%26type%3dPerson%26match%3dBegin%26page%3d1%26prom%3dFalse. Läst 15 oktober 2012.
2. ↑  Dödsruna i Dagens Nyheter, 22 februari 1937, sid. 20
3. ↑  Björkman, Bengt Gustaf Helmer på SvenskaGravar.se
4. ↑  ”Teater Musik”. Dagens Nyheter:  s. 6. 2 maj 1917. http://arkivet.dn.se/arkivet/tidning/1917-05-02/117/6. Läst 16 mars 2016.